# Réserve naturelle nationale de la grotte de Hautecourt
La réserve naturelle nationale de la grotte de Hautecourt (RNN47) est une réserve naturelle nationale située en Auvergne-Rhône-Alpes. Classée en 1980, elle occupe une surface de 10,22 hectares et protège la grotte de Hautecourt. Il s'agit de la première réserve naturelle française créée pour protéger une grotte. 

## Localisation

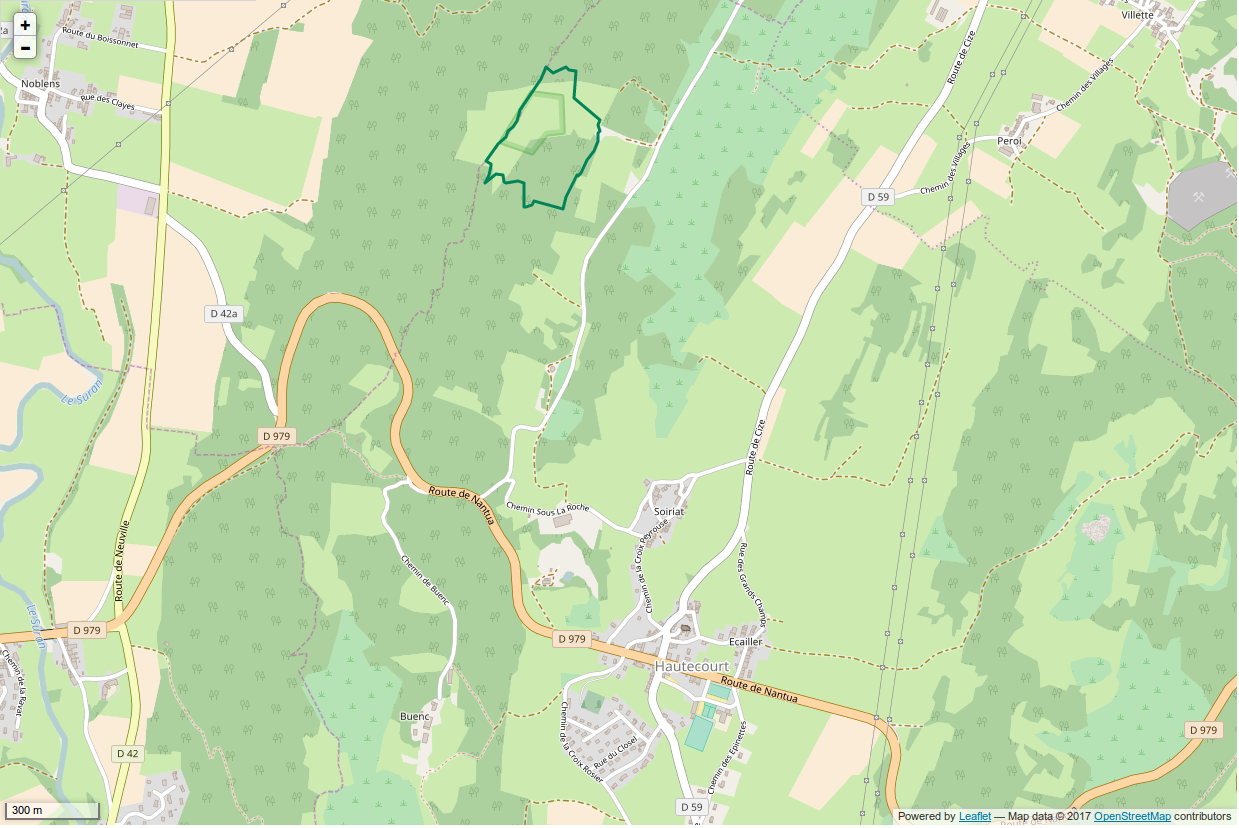
Périmètre de la réserve naturelle.

Le territoire de la réserve naturelle est dans le département de l'Ain, sur la façade occidentale du Jura méridional et sur la commune de Hautecourt-Romanèche à environ 80 km de Lyon.
La commune est établie à l’extrémité méridionale d’une vaste dépression comprise entre les rochers du Crêt qui surplombent l’Ain et le mont Rosset qui la sépare du Suran. La grotte s’ouvre à environ 500 m au sud-ouest du sommet de ce mont, sur son flanc occidental.
La faible surface classée (10,22 hectares) masque la complexité de la cavité dont le développement est surtout vertical. La hauteur maximale est de 36 m pour un développement total de 150 m.

## Histoire du site et de la réserve
C'est à partir de 1962 que l'équipe de biologie souterraine de l'université de Lyon 1 met en place un laboratoire souterrain dans cette grotte sous l'impulsion de René Ginet. L'université est alors locataire du site et étudie la faune cavernicole. En 1969 l'université se lance dans une procédure administrative pour obtenir le classement en réserve naturelle ; ce n'est qu'en 1980 que cette procédure aboutit.

## Écologie (biodiversité, intérêt écopaysager…)
La grotte et les milieux souterrains constituent l'objet principal du classement.

### Faune
La faune cavernicole est caractérisée par des adaptations spécifiques comme la dépigmentation tégumentaire, l'atrophie ou l'absence d'yeux (anolphtalmie) et l'aptérie (disparition des ailes). 
La liste des espèces de la réserve naturelle renferme 184 taxons, principalement des invertébrés, dont 21 espèces sont protégés. On peut citer Royerella villardi, Plusiocampa sollaudi et Trichoniscoïdes mixtus, ainsi que le collembole Pseudosinella vandeli qui forment l'association cavernicole type du Jura.

## Intérêt touristique et pédagogique
L'accès à la grotte n'est pas autorisé au public pour ne pas perturber le milieu souterrain fragile. À proximité de l'entrée de la cavité, des panneaux présentent la réserve naturelle.

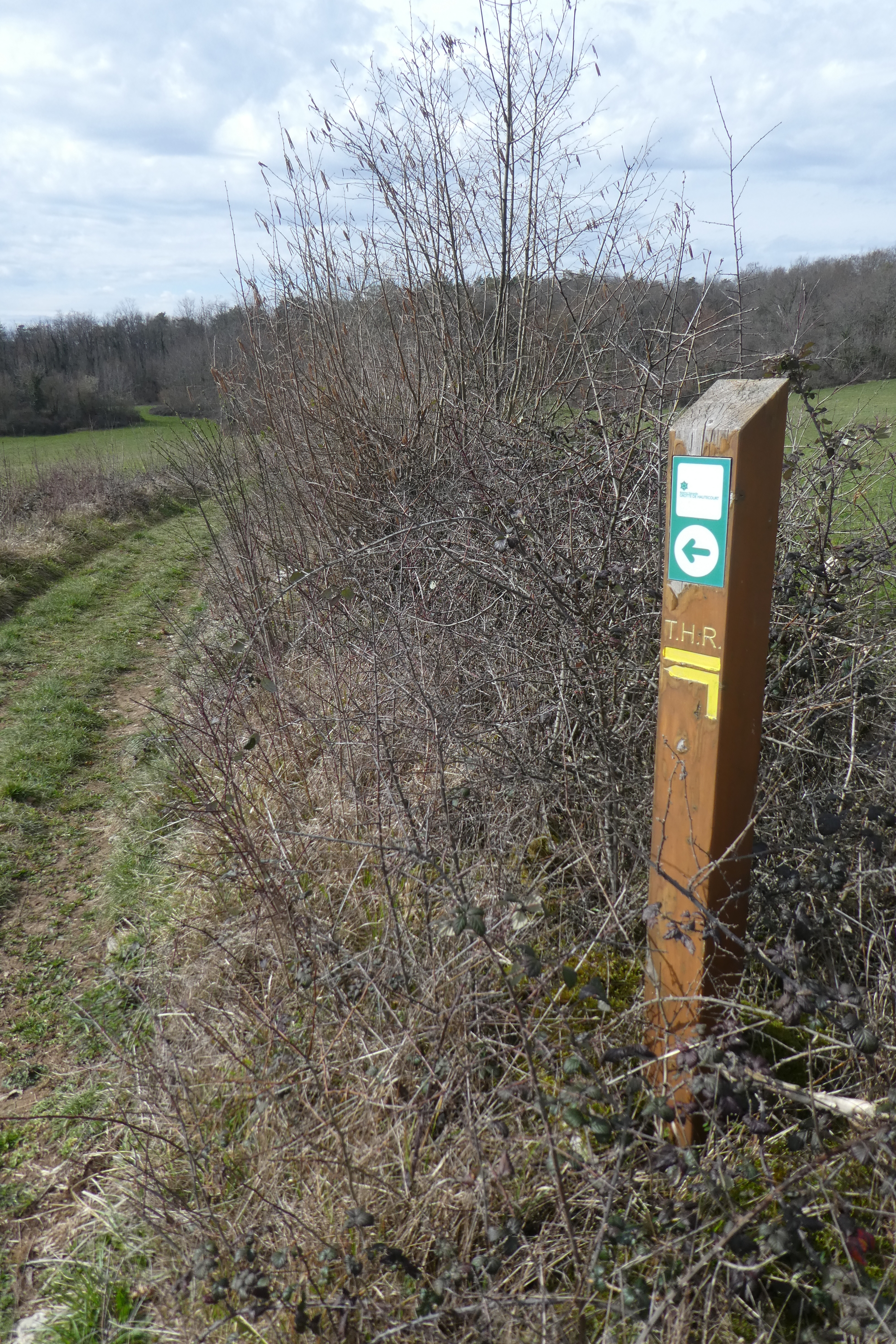
Fléchage de la réserve.
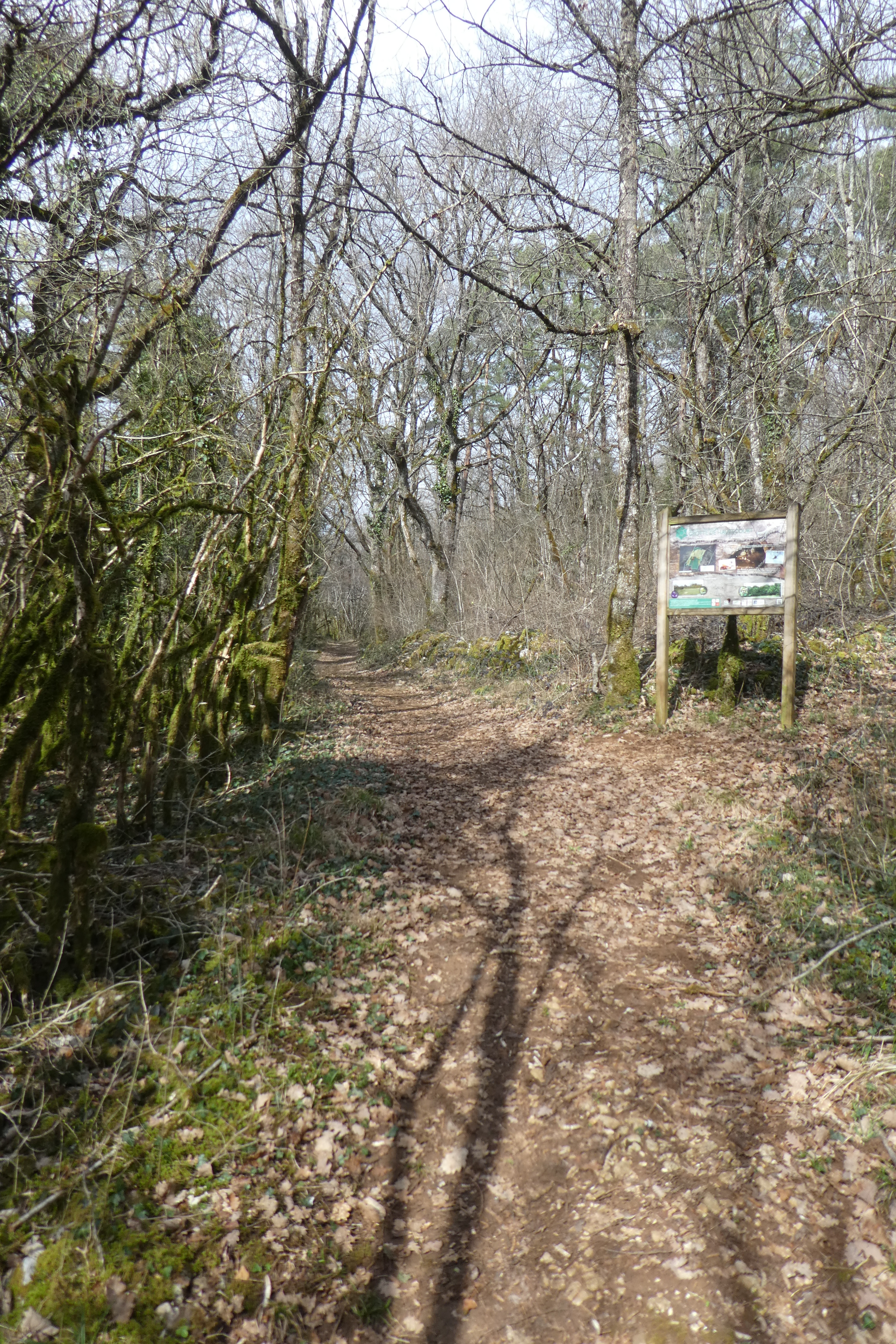
Panneau d'accueil.
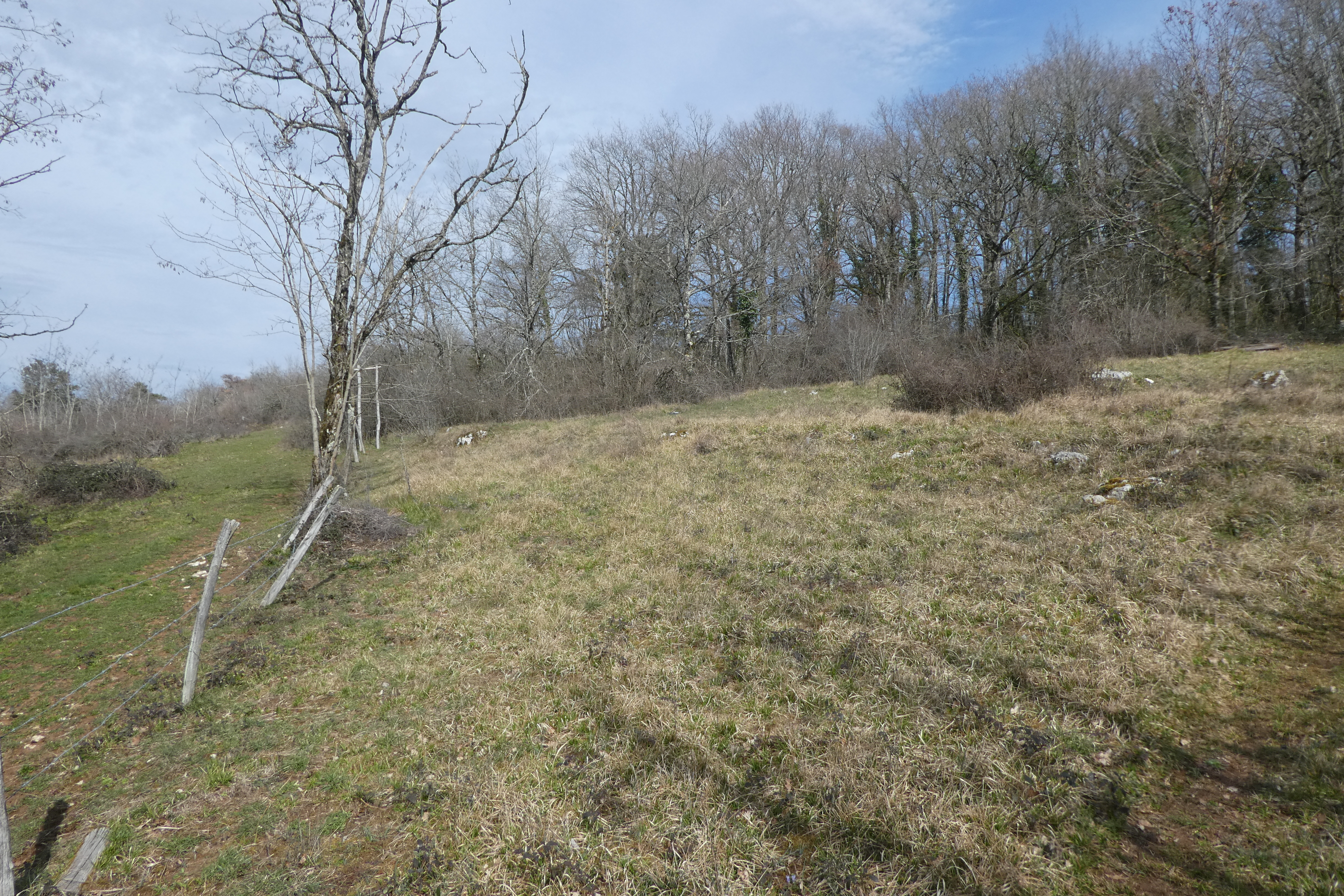
Pelouses sèches.
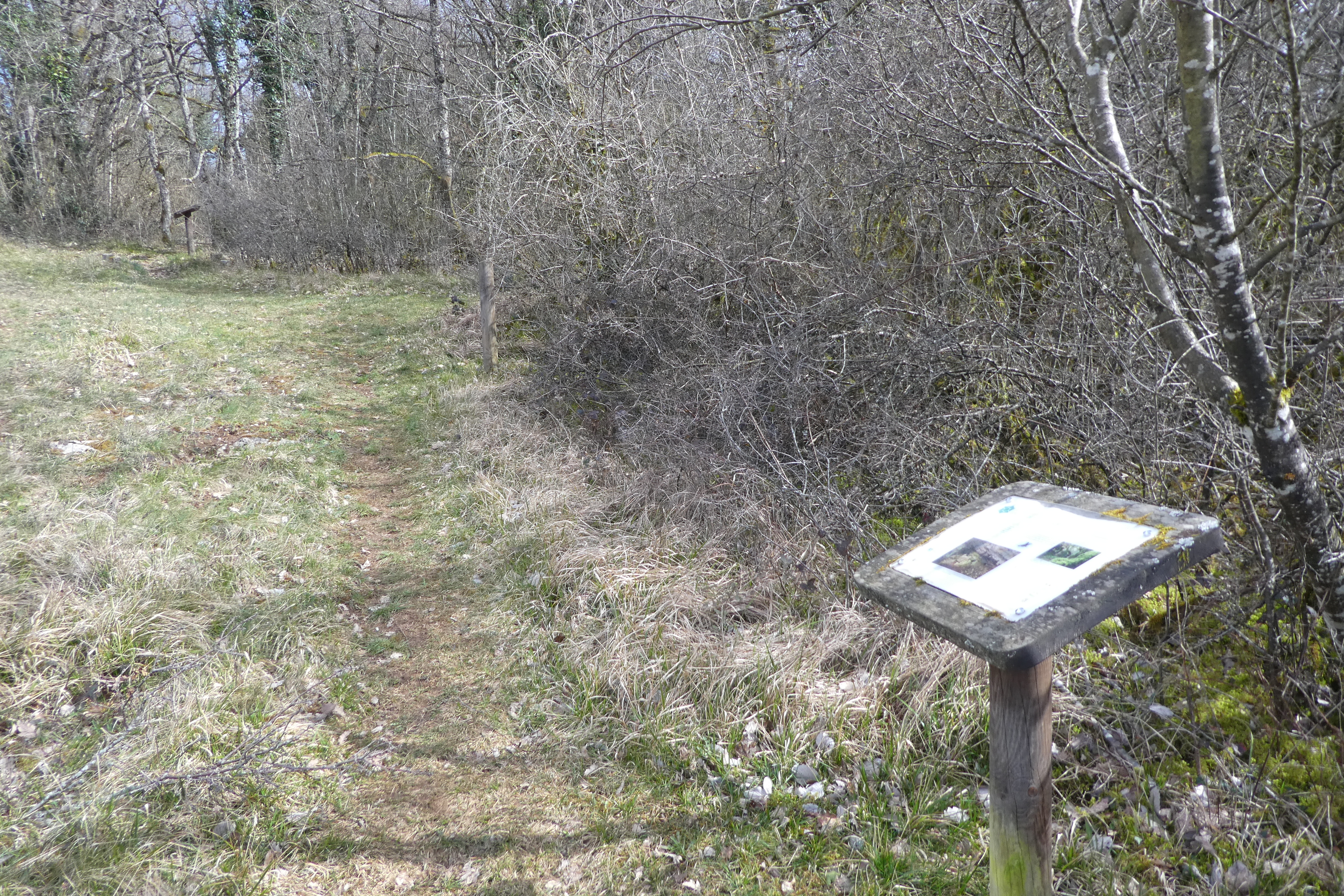
Panneau d'interprétation.
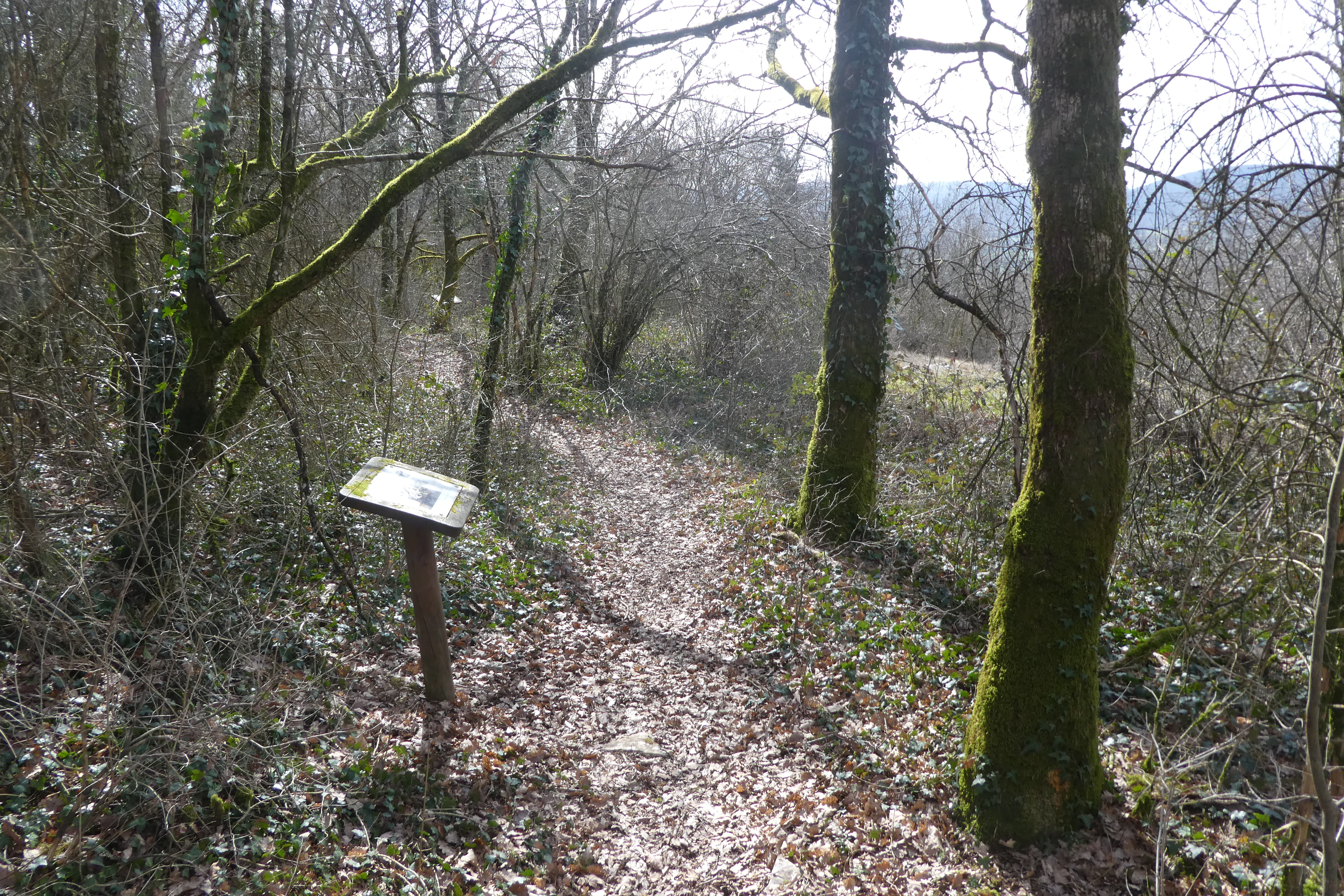
Sentier de découverte.
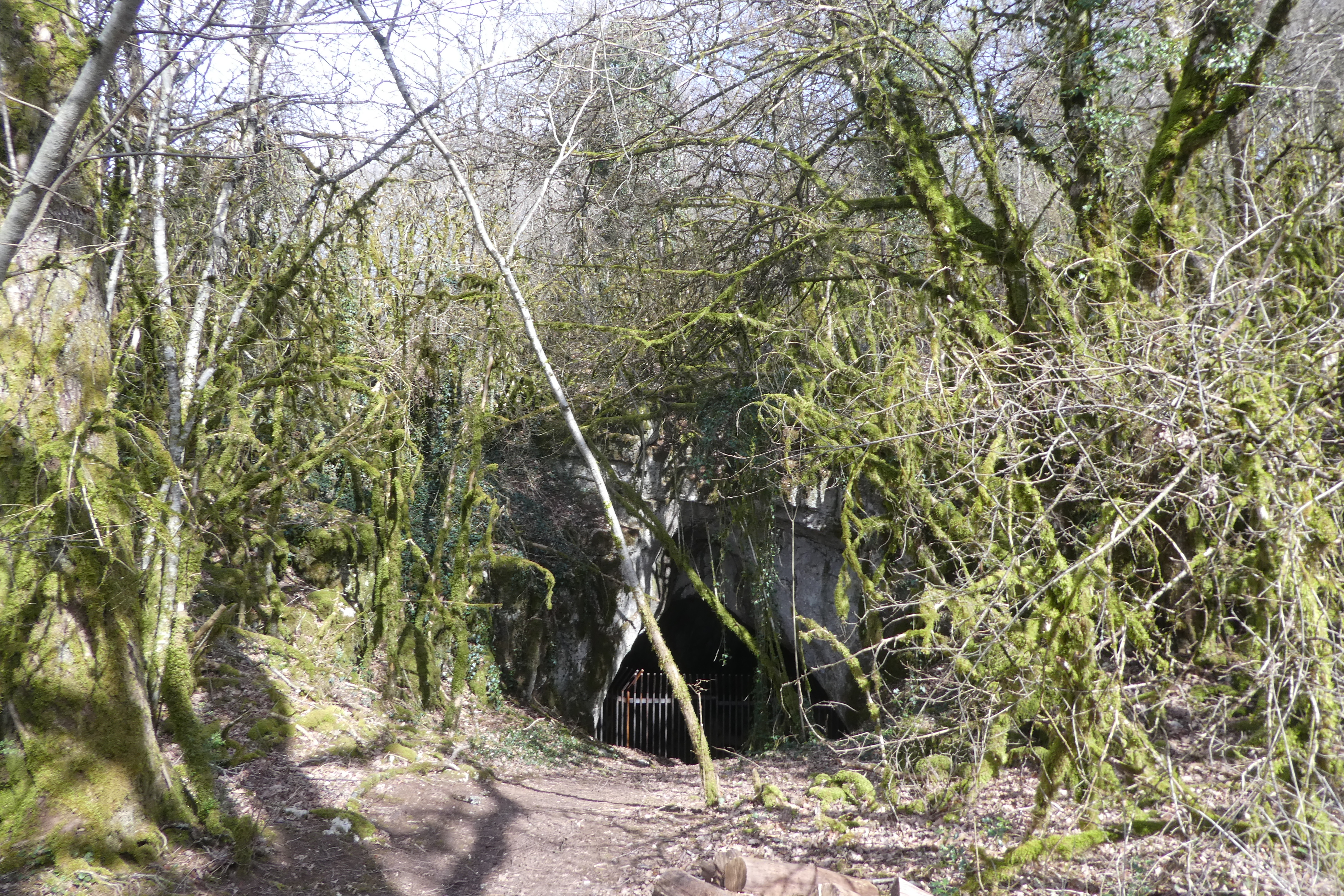
Arrivée sur le porche d'entrée.
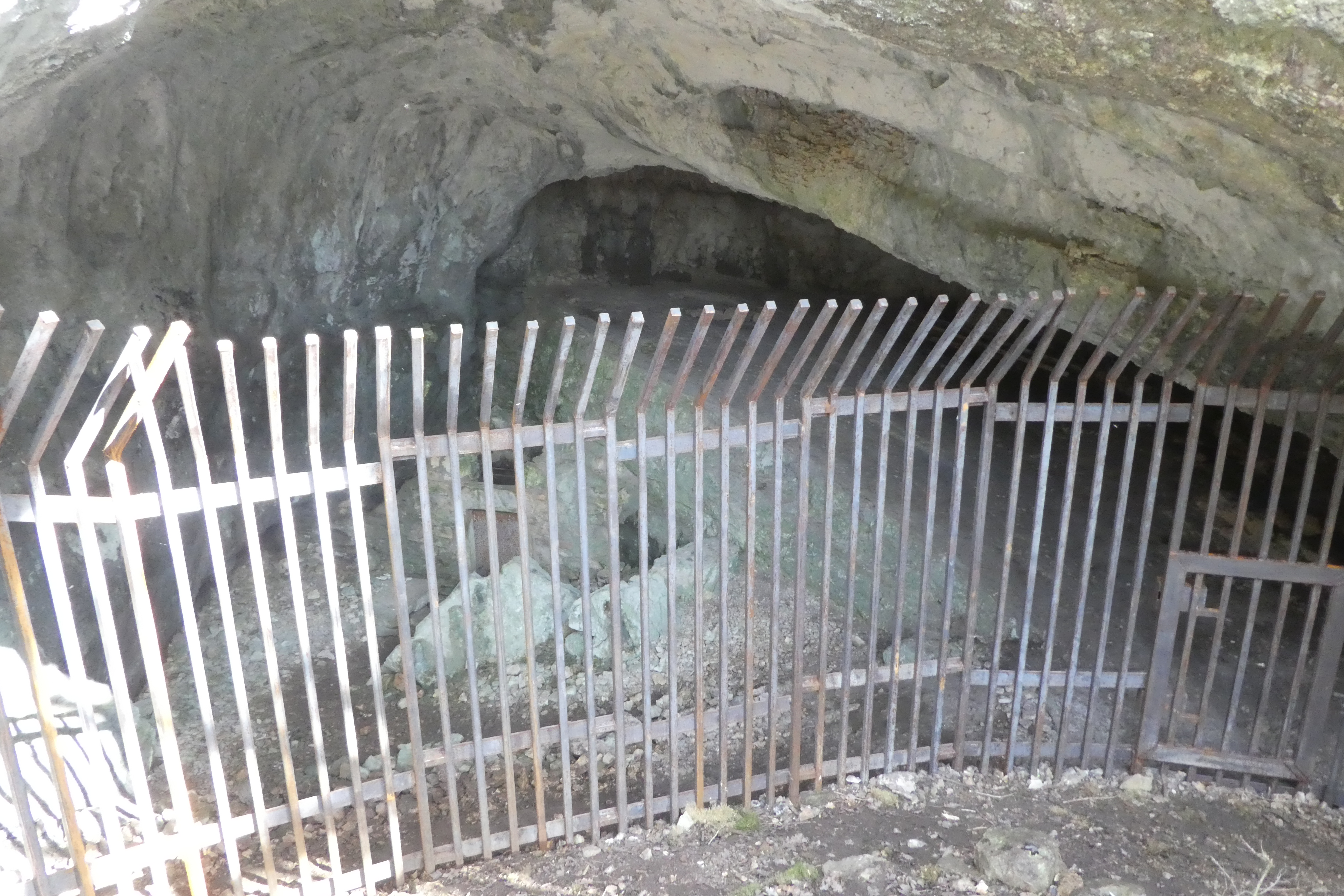
Dans le porche.

## Administration, plan de gestion, règlement
La réserve naturelle est gérée par la LPO Coordination Rhône-Alpes.

### Outils et statut juridique
La réserve naturelle a été créée par un décret du 10 septembre 1980.